# 인헌동
인헌동(仁憲洞)은 서울특별시 관악구의 행정동이다.

## 개요
인헌동은 1985년 9월 1일 당시 인구가 4만명을 상회한 봉천7동에서 분동되었고, 2008년 9월 1일부터 행정구역이 봉천11동에서 인헌동으로 변경되어 현재에 이르고 있다. 동명은 강감찬 장군의 시호에서 따 온 이름이다.
관악산 기슭 북측에 자리 잡은 인헌동은 살기 좋은 주거환경과 생활이 안정된 중산층이 대부분 거주하는 마을로 북측은 남부순환로를 경계로 행운동과, 동쪽은 까치고개를 경계로 남현동이, 서쪽은 낙성주유소를 경계로 낙성대동이 각각 인접해 있다.
남부순환로와 지하철 2호선 낙성대역이 있어 주민들의 교통이 용이하고 동네 뒷편 관악산 기슭의 만수천, 선유천, 상봉약수터에는 체력단련을 위한 운동기구가 설치되어 있어 많은 주민들이 이용하고 있으며, 특히 인헌동 관악산 중턱에 자리 잡고 있는 서울시 유형문화재 제49호로 지정된 마애미륵불은 가로 5m, 세로 6m의 절벽 평면에 암각된 미륵불 좌상으로 얼굴, 몸매 등이 균형과 조화를 이룬 매우 섬세하고 뛰어난 솜씨로 새겨진 17세기경에 조각된 불상으로 추정되며 조선조 미륵불상 자료연구에 중요한 몫을 차지하고 있다.

## 법정동
- 봉천동

## 교육
- 인헌중학교
- 인헌고등학교

## 교통
- 서울 지하철 2호선
  - 낙성대역
- 남부순환로